# Biškupci
Biškupci su naselje u Republici Hrvatskoj u Požeško-slavonskoj županiji, u sastavu općine Velika.

## Zemljopis
Biškupci su smješteni 3 km zapadno od Velike,  susjedna naselja su Poljanska na zapadu, Stražeman,  Kantrovci i Doljanci na sjeveru, Draga na istoku i Toranj, Krivaj i Antunovac na jugu.

## Stanovništvo
Prema popisu stanovništva iz 2001. godine Biškupci su imali 359 stanovnika, dok su prema popisu stanovništva iz 1991. godine imali 344 stanovnika.
| broj stanovnika | 278   | 306   | 290   | 305   | 329   | 335   | 373   | 388   | 385   | 424   | 424   | 433   | 367   | 344   | 359   | 354   | 320   |
|                 | 1857. | 1869. | 1880. | 1890. | 1900. | 1910. | 1921. | 1931. | 1948. | 1953. | 1961. | 1971. | 1981. | 1991. | 2001. | 2011. | 2021. |